# La Passion selon Béatrice
La Passion selon Béatrice és una pel·lícula de documental dramàtic franco-belga dirigida per Fabrice Du Welz i estrenat el 2024.

## Argument
Rodat en blanc i negre, el documental comença seguint les passes de Pier Paolo Passolini com a excusa per acabar mostrant la trajectòria de l’actriu francesa Béatrice Dalle, una de les més carismàtiques del cinema francès, coneguda pel seu treball amb directors com Claire Denis (Trouble Every Day), Jim Jarmusch o Alexandre Bustillo i Julien Maury.

## Repartiment
- Béatrice Dalle
- Clément Roussier
- Abel Ferrara
- Angelo Battel
- Roberto Chiesi
- Sergio Leoni
- Dacia Maraini
- Carmelo di Tinco
- Rossana Di Rocco

## Reconeixements
Fou estrenada fora de competició al Festival Internacional de Cinema de Locarno.